# Club Deportivo Tenerife 2021-2022
Questa voce raccoglie le informazioni riguardanti il Club Deportivo Tenerife nelle competizioni ufficiali della stagione 2021-2022.

## Maglie e sponsor
| Casa | Trasferta | Terza divisa |

Sponsor ufficiale: Tenerife
Fornitore tecnico: Hummel

## Organico

### Rosa 2021-2022
| N. |                        | Ruolo | Calciatore            |
| -- | ---------------------- | ----- | --------------------- |
| 1  | Spagna (bandiera)      | P     | Juan Soriano          |
| 2  | Spagna (bandiera)      | C     | Pablo Larrea          |
| 3  | Spagna (bandiera)      | D     | Álex Muñoz            |
| 4  | Spagna (bandiera)      | D     | José León             |
| 6  | Spagna (bandiera)      | C     | Álex Corredera        |
| 7  | Spagna (bandiera)      | C     | Mario González        |
| 8  | Spagna (bandiera)      | C     | Javi Alonso           |
| 9  | Spagna (bandiera)      | A     | Elady Zorrilla        |
| 10 | Inghilterra (bandiera) | C     | Samuel Shashoua       |
| 11 | Spagna (bandiera)      | A     | Álex Bermejo          |
| 12 | Spagna (bandiera)      | D     | Sergio González       |
| 13 | Venezuela (bandiera)   | P     | Dani Hernández        |
| 14 | Spagna (bandiera)      | D     | Carlos Ruiz           |
| 15 | Spagna (bandiera)      | D     | Carlos Pomares        |
| 16 | Spagna (bandiera)      | C     | Aitor Sanz (capitano) |

| N. |                        | Ruolo | Calciatore          |
| -- | ---------------------- | ----- | ------------------- |
| 17 | Spagna (bandiera)      | C     | Matías Nahuel Leiva |
| 18 | Spagna (bandiera)      | A     | Enric Gallego       |
| 19 | Spagna (bandiera)      | C     | Rubén Díez          |
| 20 | Spagna (bandiera)      | A     | Andrés Martín       |
| 21 | Stati Uniti (bandiera) | D     | Shaq Moore          |
| 22 | Francia (bandiera)     | D     | Jérémy Mellot       |
| 23 | Montenegro (bandiera)  | D     | Nikola Šipčić       |
| 24 | Spagna (bandiera)      | C     | Míchel              |
| 26 | Spagna (bandiera)      | A     | Félix Alonso        |
| 27 | Spagna (bandiera)      | A     | Ethyan González     |
| 28 | Spagna (bandiera)      | C     | Víctor Mollejo      |
| 30 | Spagna (bandiera)      | P     | Victor Méndez       |
| 31 | Guinea (bandiera)      | C     | Thierno Barry       |
| 32 | Spagna (bandiera)      | D     | David Rodríguez     |
| 34 | Spagna (bandiera)      | C     | Teto                |